# Mniszech

Stemma dei Mniszech

I Mniszech sono una famiglia magnatizia polacca.
Originari della Slesia, vantano tra gli esponenti Jerzy Mniszech, Marina Mniszech e Jerzy August Mniszech (nato nel 1715 e morto nel 1778) che fu ministro di Augusto III di Polonia.